# AGS (企業)
AGS株式会社（エージーエス、英: AGS Corporation）は、埼玉県さいたま市浦和区に本社を置く、日本のシステムインテグレータ（独立系）である。
2004年2月までりそなグループの一員で、同グループの銀行各社向けの受託計算サービス事業を主体とした情報システム企業（旧あさひ銀総合システム株式会社）であった。なお、これ以降はりそなグループから独立し、同年7月より現社名（AGS株式会社）に変更した。

## 概要
旧協和銀行と旧埼玉銀行（現:りそな銀行・埼玉りそな銀行）の顧客向け受託計算サービス事業を目的に設立された子会社がルーツであり、銀行業務や自治体業務に多くの実績を持っている。
最先端の都市型データセンターを持ち、インターネットデータセンターサービスやクラウドサービスにも取り組んでいる。

## 沿革

### あさひ銀総合システム時代
- 1971年（（昭和46年）7月 - 埼玉銀行の顧客向け受託計算サービスを目的としてサイギンコンピューターサービス株式会社を埼玉県浦和市に設立。
- 1978年（昭和53年）2月 - エスシーエスコンピュータービジネス株式会社（現：ＡＧＳビジネスコンピューター株式会社）設立。
- 1994年（平成6年）9月 - あさひ銀総合システム株式会社に商号変更。

### あさひ銀情報システム時代
- 1971年（昭和46年）2月 - 協和銀行の顧客向け受託計算サービスを目的として昭和コンピューターサービス株式会社を東京都港区に設立。
- 1978年（昭和53年）2月 - 昭和コンピュータシステム株式会社に商号変更。
- 1994年（平成6年）9月 - あさひ銀情報システム株式会社に商号変更。

### AGS時代
- 1995年（平成7年）4月 - あさひ銀総合システム株式会社を存続会社とする形で両社が合併。
- 2003年（平成15年）1月 - 本社をさいたま市浦和区針ヶ谷四丁目2番11号のテクノシティ浦和内の浦和さくらビルに移転。インターネットデータセンター「さいたまiDC」を開設。
- 2004年（平成16年）3月 - 株式会社りそな銀行の連結子会社から外れ、りそなグループを離脱。
- 2004年（平成16年）5月 - 情報処理運用部門を独立させ、AGSプロサービス株式会社設立。
- 2004年（平成16年）7月 - AGS株式会社に商号変更。
- 2006年（平成18年）11月 - セキュリティコンサルティング部門を独立させ、AGSシステムアドバイザリー株式会社設立。
- 2010年（平成22年）2月 - 東京本社を東京都豊島区東池袋一丁目21番11号に移転、浦和ソリューションセンターをさいたま市南区沼影一丁目13番1号に新設。
- 2011年（平成23年）3月 - 東京証券取引所市場第二部に株式を上場。
- 2012年（平成24年）2月 - 新社屋（AGSビル）をさいたま市浦和区針ヶ谷四丁目3番25号に開設。
- 2014年（平成26年）3月 - 東京証券取引所市場第一部に指定替え。
- 2015年（平成27年）11月 - 東京本社を浦和ソリューションセンターに集約。

## 社屋所在地
- 本社（AGSビル） - 埼玉県さいたま市浦和区針ヶ谷4-3-25
- 本社（さくら浦和ビル） - 埼玉県さいたま市浦和区針ヶ谷4-2-11
- 浦和ソリューションセンター - 埼玉県さいたま市南区沼影1-13-1 ナリア・テラス3階

## 連結子会社
- AGSビジネスコンピューター株式会社
- AGSプロサービス株式会社
- AGSシステムアドバイザリー株式会社